# Criel-sur-Mer
Criel-sur-Mer é uma comuna francesa na região administrativa da Normandia, no departamento de Sena Marítimo. Estende-se por uma área de 21,14 km². Em 2010 a comuna tinha 2 709 habitantes (densidade: 128,1 hab./km²). Segundo os censos de 1999, tem uma densidade 116 hab/km².